# پربیتس

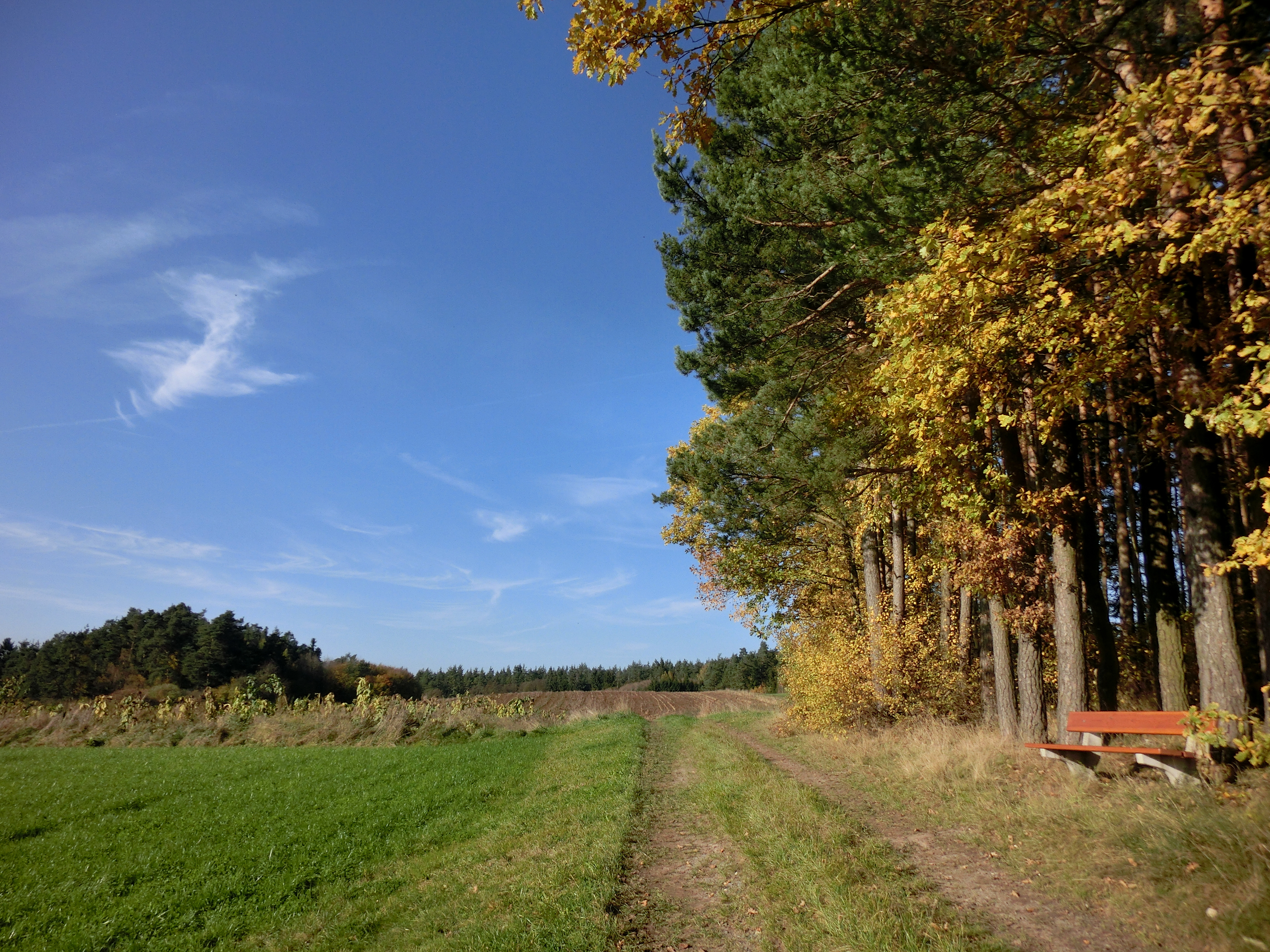
نمایی از منطقه بکر پربیتس

پربیتس (به آلمانی: Prebitz) یک شهر در آلمان است که در بایروث واقع شده‌است.